# ああ言えばこう言う
| ウィキペディアには「ああ言えばこう言う」という見出しの百科事典記事はありません（タイトルに「ああ言えばこう言う」を含むページの一覧/「ああ言えばこう言う」で始まるページの一覧）。 代わりにウィクショナリーのページ「ああ言えばこう言う」が役に立つかもしれません。 |